# Francesco Lamperti
Francesco Lamperti (Savona, 11 marzo 1813 – Como, 1º maggio 1892) è stato un compositore e didatta italiano, noto principalmente come insegnante di canto e autore di diversi trattati in materia.

## Biografia
Nativo di Savona, Francesco Lamperti frequentò sin da giovane il Conservatorio di Milano ove studiò pianoforte ed organo, seguendo una passione per la musica derivata dalla madre che era cantante d'opera. Probabilmente al termine degli studi fu per un periodo condirettore del Teatro Filodrammatico di Lodi.
Si affermò rapidamente negli ambienti milanesi e strinse saldi legami con Giovanni Ricordi, fondatore della recentemente fondata Casa Ricordi, che presto si impose come casa editrice di riferimento per le edizioni musicali milanesi. Grazie alla corrispondenza si è infatti certi che Lamperti già nel 1842 seguiva la preparazione del celebre soprano Sophie Löwe.
Dal 1850 iniziò la propria carriera come insegnante di canto presso il conservatorio milanese, carica che ricoprì per i successivi 25 anni. Nel 1875 egli decise di lasciare l'insegnamento al conservatorio per dedicarsi all'insegnamento nel privato come tutore, vantando allievi quali Sophie Cruvelli, Emma Albani, Gottardo Aldighieri, Désirée Artôt, Sona Aslanova, David Bispham, Italo Campanini, Virgilio Collini, Franz Ferenczy, Friederike Grün, Marie van Zandt, Maria Wildman, Herbert Witherspoon, Aleksandr Mihajlovič Dodonov e soprattutto Teresa Stolz, che diverrà una delle più affermate cantanti di fine secolo, consacrata dalla prima dall'Aida di Verdi, di cui fu una delle muse ispiratrici.
I suoi metodi educativi erano simili a quelli usati per tutto l'Ottocento ed egli si dedicò anche alla scrittura di numerosi trattati a soggetto.
Suo figlio Giovanni Battista Lamperti (1839–1910) fu anch'egli stimato insegnante di canto.

## Pubblicazioni
- Guida teorico-pratica-elementare per lo studio del canto, Milano, Ricordi, 1865.
- Esercizi giornalieri per soprano o mezzo-soprano, Milano, Ricordi, 1869.
- Studi di bravura per canto approvati dal Regio Conservatorio di Milano, Milano, Ricordi, 1870.
- Studi di bravura per soprano, Milano, Ricordi, 1875.
- Scuola di canto contenente 6 solfeggi e 6 vocalizzi con accompagnamento di pianoforte per voce di soprano, 8 fascicoli, Milano, F. Lucca, 1876.
- Osservazioni e consigli sul trillo, Londra, Ricordi, 1878.
- L'arte del canto, Milano, Ricordi, 1882.